# ATP-toernooi van Montevideo
Het ATP-toernooi van Montevideo (ook bekend onder de naam Topper Open) was een tennistoernooi van de ATP-Tour dat in 1994 en 1995 plaatsvond op de outdoor gravelbanen van de Carrasco Lawn Tennis Club in de Uruguayaanse hoofdstad Montevideo.

## Finales

### Enkelspel
| Jaar | Winnaar             | Runner–up           | Score    |
| ---- | ------------------- | ------------------- | -------- |
| 1995 | Bohdan Ulihrach     | Alberto Berasategui | 6-2, 6-3 |
| 1994 | Alberto Berasategui | Francisco Clavet    | 6-4, 6-0 |

### Dubbelspel
| Jaar | Winnaars                      | Runners–up                  | Score         |
| ---- | ----------------------------- | --------------------------- | ------------- |
| 1994 | Marcelo Filippini Luiz Mattar | Sergio Casal Emilio Sánchez | 7-6, 6-4      |
| 1995 | Sergio Casal Emilio Sánchez   | Jiří Novák David Rikl       | 2-6, 7-6, 7-6 |

ITF-toernooien (mannen en vrouwen)

ATP-toernooien (mannen) – ATP-seizoen 2025

WTA-toernooien (vrouwen) – WTA-seizoen 2025

Voormalige toernooien mannen
Voormalige toernooien vrouwen
Voormalige amateurtoernooien
1994 · 1995